# České Libchavy
České Libchavy (německy Böhmisch Lichwe) jsou obec v okrese Ústí nad Orlicí, v Pardubickém kraji.
Táhnou se v údolí podél Libchavského potoka k hranicím s Libchavami, a proto se nacházejí na úplném severu konurbace Třebová - Ústí. Žije zde 649 obyvatel.

## Historie
První písemná zmínka o obci pochází z roku 1360.

## Pamětihodnosti
- Kostel svatého Víta
- Socha svatého Jana Nepomuckého
- Zřícenina Skalka

## Zajímavosti
- Víceúčelové hřiště – slavnostně otevřeno v roce 2010. Nachází se zde zázemí pro tenis, nohejbal, volejbal, basketbal, florbal a malou kopanou. Součástí areálu je i restaurace Chata Habřinka.
- Cyklostezky – jsou zde dvě cyklostezky. První, vedoucí do Žamberka, Letohradu, Ústí nad Orlicí, Chocně a nová trasa, vedoucí do Potštejna.
- Strom republiky zasazený 27. 10. 2018 v blízkosti Obecního úřadu u příležitosti 100. výročí vzniku samostatné Československé republiky.
- Naučná stezka Po stopách historie v Českých Libchavách.
- Jedenácté zastavení naučné stezky Geologické a vodní muzeum v přírodě.
- Sbor dobrovolných hasičů v Českých Libchavách založen r. 1895.

## Další fotografie

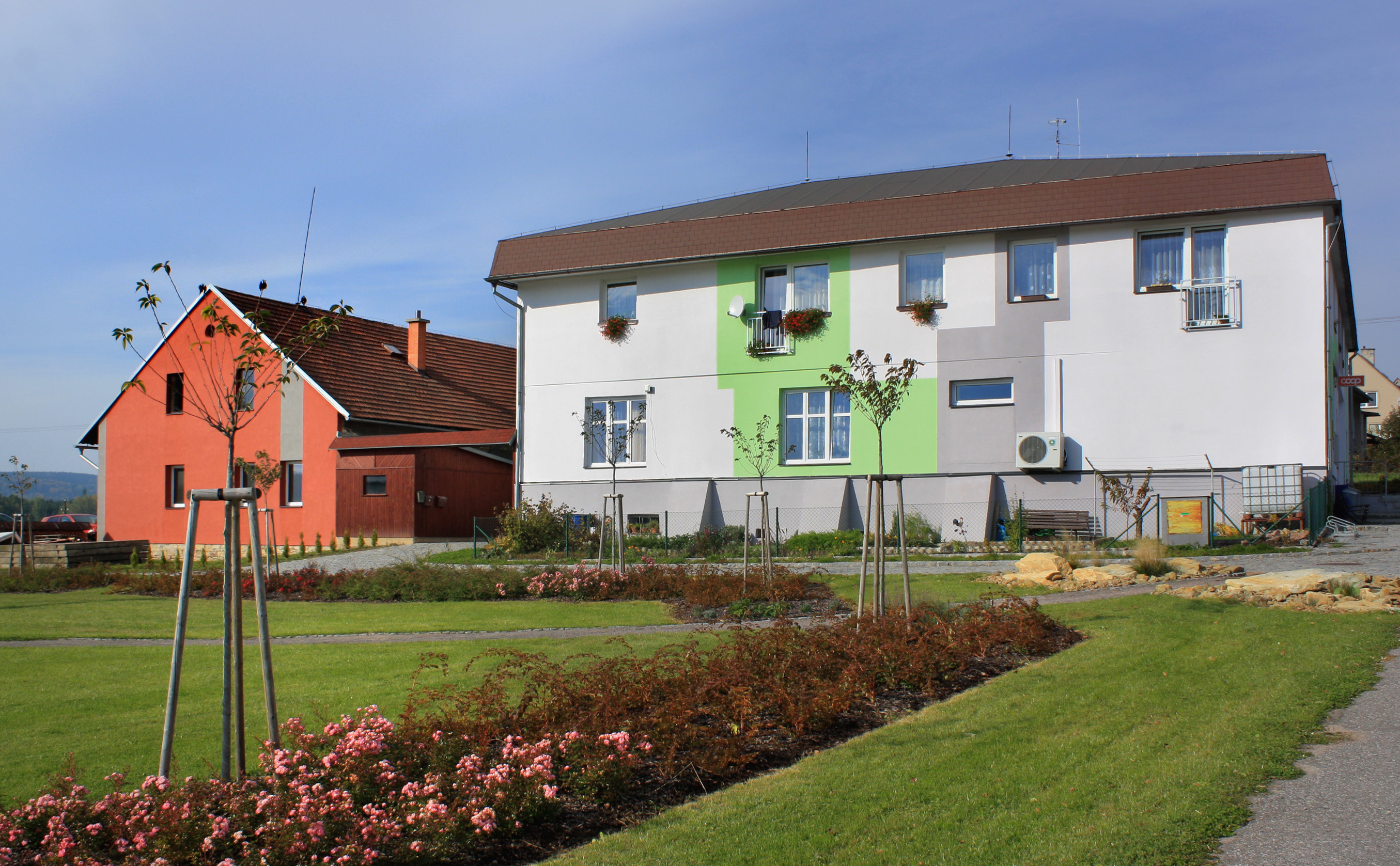
Malý parčík
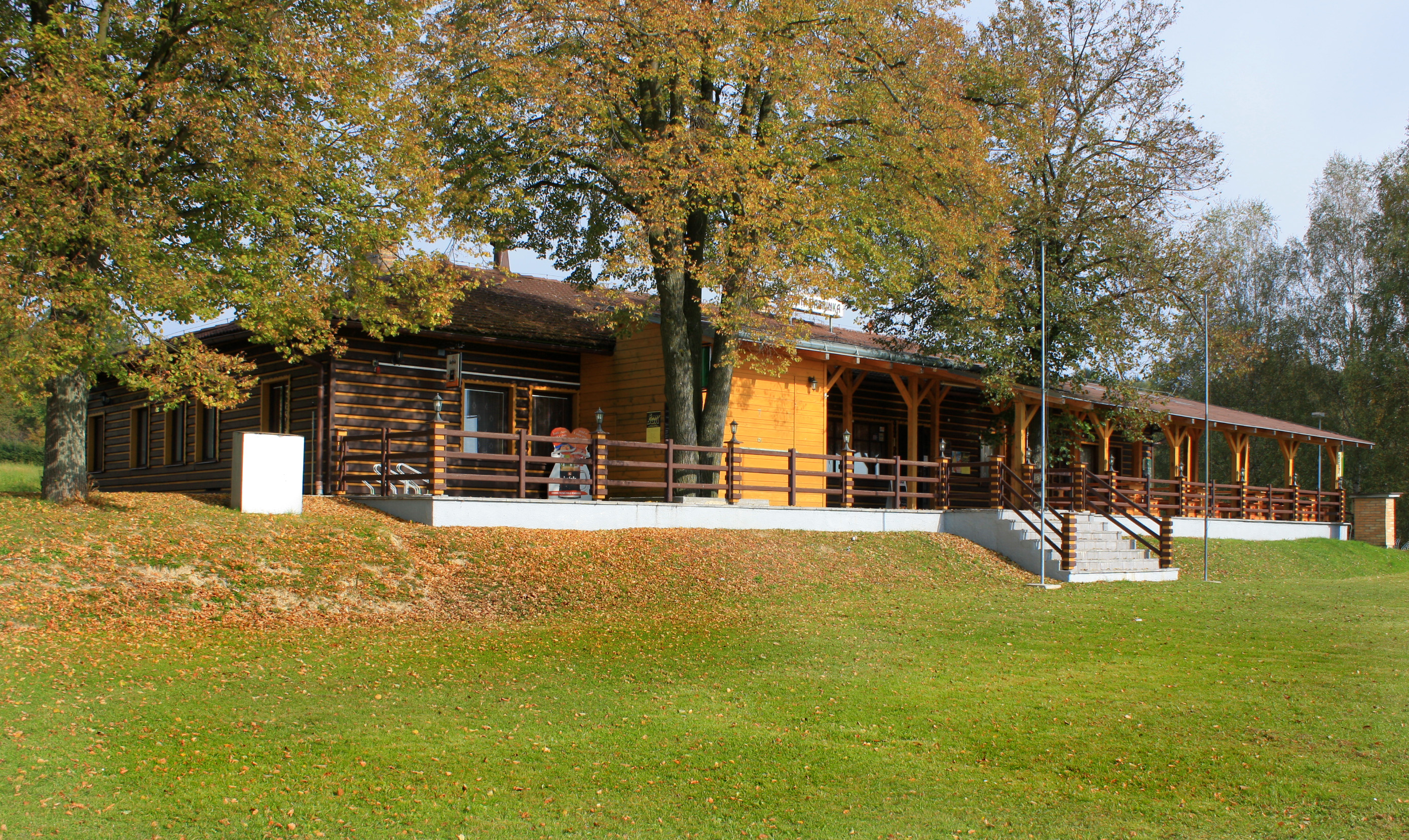
Restaurace
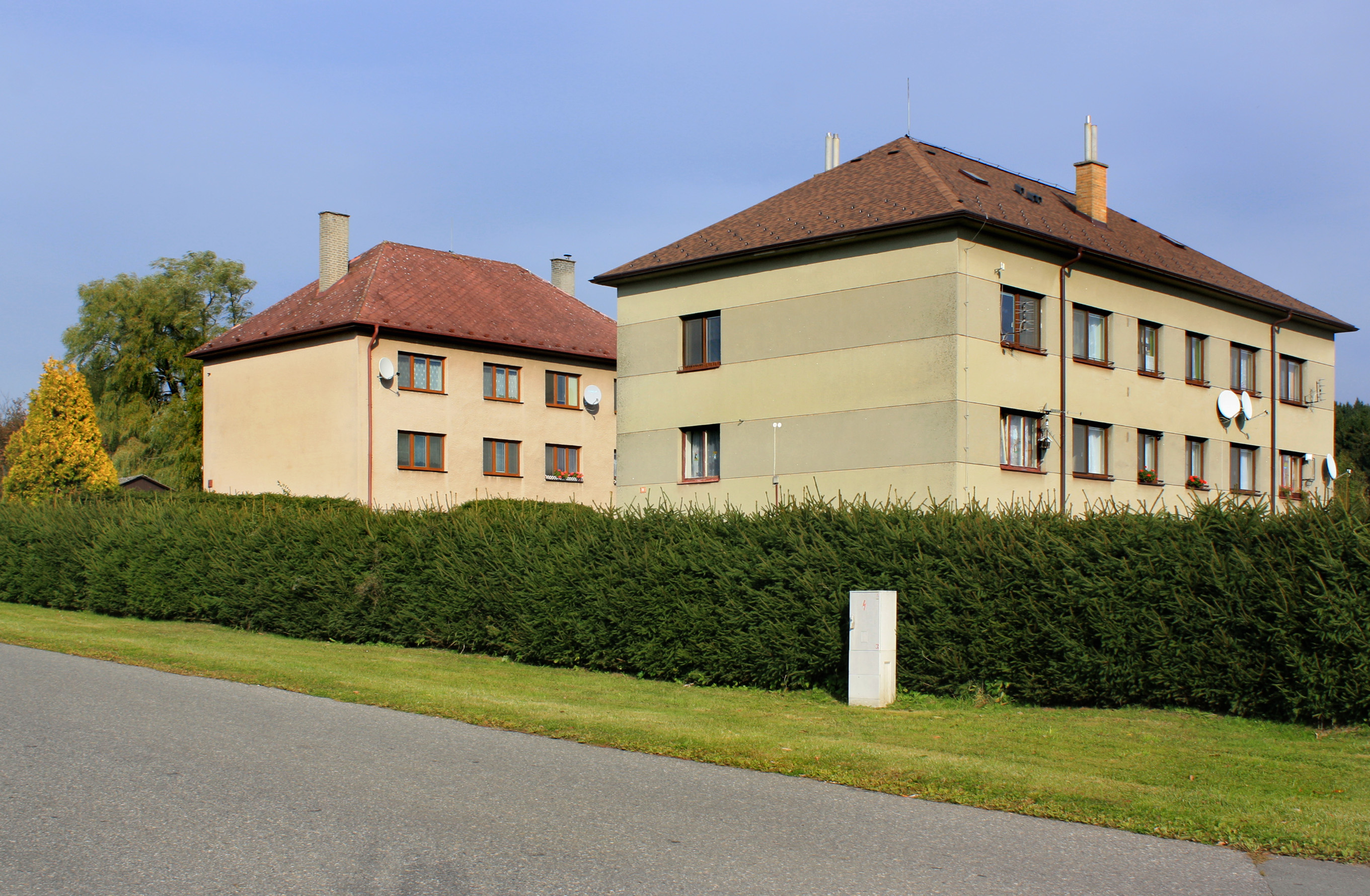
Bytovky ve středu obce